# Elias Chacour
Elias Chacour (hebraico אליאס שקור;) (Bar’am, Galiléia, 9 de novembro de 1939) é um clérigo grego-católico melquita árabe-israelense e arcebispo emérito, conhecido por seu trabalho educacional e ativismo pela paz em Israel e Palestina.

## Biografia
Chacour nasceu em Bar'am, em uma família cristã palestina, membros da Igreja Greco-Católica Melquita. Após a Guerra da Independência de Israel, todos os residentes foram expulsos de sua vila natal. A família Chacour também tornou-se refugiada em sua própria terra e se tornaram cidadãos de Israel com a fundação do Estado. Em 1958, ao concluir os estudos secundários em Nazaré, ele foi enviado para Paris, onde completou o bacharelado em estudos teológicos e bíblicos no Seminário de Saint-Sulpice e na Sorbonne (1965). Em 1968, Chacour se tornou o primeiro árabe a obter mestrado em Estudos Bíblicos e Talmúdicos na Universidade Hebraica de Jerusalém. Obteve um doutorado em Teologia Ecumênica na Universidade de Genebra em 1971. É chamado de Abuna, termo de carinho e respeito.
Durante seu tempo na Universidade Hebraica, atuou como capelão dos estudantes árabes e abriu o primeiro albergue de estudantes árabes em Jerusalém. Foi ordenado sacerdote em 24 de julho de 1965, em Nazaré e foi nomeado padre da Igreja Católica Melquita de São Jorge em Ibillin. Durante o doutoramento, em 1970, foi professor assistente no Departamento do Conselho Mundial de Igrejas em Bossey. Permaneceu como pároco da igreja até 1992. Em 2001, ele recebeu o título de Arquimandrita. Posteriormente, foi pároco em Nazaré, ecônomo eparquial e pároco em Ibillin.

## Trabalho educacional e ativismo pela paz
Como havia poucas oportunidades educacionais para jovens palestinos além da oitava série, Abuna Elias criou uma escola nomeada em homenagem ao profeta Elias ao 1982. Ele encontrou resistência do governo israelense em relação às suas escolas, e vândalos mais de uma vez interromperam a construção, inclusive ocasionando acidentes ao próprio Abuna. Entre as várias organizações/instituições que fundou na Galileia, estão o Centro Juvenil e Adulto Myriam Bawardi em Ibillin, o Centro Comunitário e Juvenil em Maylia, a Escola Secundária e Centro Juvenil São João Crisóstomo em Jish, o Centro Comunitário e Centro Juvenil São José em Tarshiha, o Centro Escoteiro em Shefa'amr, bem como oito bibliotecas públicas e vários acampamentos de verão para crianças.
Atualmente, a Mar Elias Educational Institutions (MEEI) compreende jardim de infância, ensino fundamental e médio, um centro de treinamento de professores e o Mar Elias College. Conta com cerca de 4.000 alunos cristãos, muçulmanos, judeus, corpo docente igualmente diversificado e programas de intercâmbio com escolas judaicas na Galileia. As escolas estão entre as mais bem classificadas em todo Israel. Devido aos cortes impostos pelo governo, a MEEI se mantém principalmente com doações, especialmente vindas da organização Pilgrims of Ibillin.
Abuna Elias se tornou um embaixador internacional para a paz no Oriente Médio por meio da não violência e por sua trajetória foi indicado e recebeu vários prêmios. O valor recebido do prêmio Niwano em 2001 foi usado como capital inicial para a construção da Igreja das Bem-Aventuranças em I'billin.
Em 1996, discursando na Conferência Metodista Mundial no Rio de Janeiro, Chacour disse que a Terra Santa estava sendo esvaziada de seus próprios cristãos e aqueles que permaneceram na região estavam impotentes e sem voz. Ele criticou os turistas cristãos que visitam a Terra Santa, mas não conhecem os cristãos indígenas de lá. Dez anos depois, o arcebispo continuava pedindo solidariedade com os cristãos da Terra Santa e considerando a emigração o maior inimigo interno dos cristãos na região. Dezenas de milhares de cristãos foram deslocados, fugiram ou deixaram a região em busca de uma vida melhor. Segundo ele, cerca de 130.000 cristãos ainda vivem na Galileia e apenas 5.000 a 7.000 em Jerusalém. Além disso, haveria cerca de 30.000 na Cisjordânia.

## Arcebispo melquita
Em 7 de fevereiro de 2006, Chacour foi eleito pelo Sínodo da Igreja Católica Greco-Melquita como Arcebispo de Acre, Haifa, Nazaré e de toda a Galileia. Foi confirmado em 17 de fevereiro pela Santa Sé e recebeu sua ordenação do arcebispo melquita de Petra e Filadélfia, Georges El-Murr B.C., em 25 de fevereiro de 2006; os co-consagradores foram o antecessor de Chacour, Pierre Mouallem, S.M.S.P., e o arcebispo de Homs, Isidoro Battikha, B.A. Como arcebispo, ele deixou Ibillin para residir em Haifa.
A renúncia do arcebispo foi aceita pelo Papa Francisco em 27 de janeiro de 2014. O Arcebispo Maronita de Haifa e da Terra Santa, Moussa El-Hage OAM, foi encarregado da diocese melquita como Administrador Apostólico sede vacante et ad nutum Sanctae Sedis. Com sua aposentadoria, Abuna Elias voltou a residir em Ibilin.
Contudo, jornais como o Catholic News Service e Jewish Press, noticiaram que sua renúncia não se devia a problemas de saúde e idade, mas sim diante de uma denúncia de assédio sexual feita por uma ex-funcionária. Ele foi chamado a interrogatório em outubro de 2013 para tratar das alegações sobre um incidente que teria ocorrido em 2008; o arcebispo foi liberado sob fiança e condições restritivas. A queixa havia sido registrada dois anos antes, mas a investigação precisava de permissão especial para prosseguir devido à posição do arcebispo. Chacour teria cooperado, mas negou as alegações contra ele. Assim, ele teria apresentado sua renúncia após falar com autoridades da igreja. No entanto, o agora arcebispo emérito negou que sua renúncia se devesse à denúncia e que tinha feito o pedido meses antes do interrogatório.
Em abril de 2014, o Times of Israel informou que a Polícia de Israel, após concluir uma investigação, apresentou uma recomendação para que o Arcebispo Emérito Dr. Elias Chacour fosse processado por assédio sexual e agressão indecente a funcionária que o denunciou. As conclusões foram transferidas ao promotor público para determinar se Chacour seria levado a julgamento.

## Obras
- Blood Brothers: The Dramatic Story of a Palestinian Christian Working for Peace in Israel (com David Harzard) (1984).[16] Foi traduzido para mais de 20 idiomas.[3]
- We Belong to the Land: The Story of a Palestinian Israeli Who Lives for Peace and Reconciliation (com Mary E. Jensen) (1990).[17]
- Faith Beyond Despair: Building Hope in the Holy Land Paperback (com Alain Michel) (2008).[18]

## Honras
- Indicado ao Prêmio Nobel da Paz (1986, 1989 e 1994)[2][3]
- Prêmio da Paz do Metodista Mundial (1994)[2][3][19]
- Capelão da Ordem Militar e Hospitalar de São Lázaro de Jerusalém (1999)[5]
- Cavaleiro da Legião de Honra(1999)[5]
- Prêmio Niwano da Paz, considerado o “Prêmio Nobel da Paz Asiático” (2001)[2][3][10]
- Doutorados honorários pela St. Michael's College (1989), Texas Wesleyan University (1997), Hartford Seminary (1994), Universidade Emory e a University of Indianapolis (2001)[1][5][20]
- Prêmio Dante Alighieri de Direitos Humanos (2002)[3]
- Prêmio Mediterrâneo da Paz, da Fondazione Laboratorio Mediterraneo (2003)[21]